# Museo Archeologico Comunale di Cecina
Il Museo Archeologico Comunale di Cecina è un'istituzione culturale di Cecina (LI), situata presso villa Guerrazzi (detta anche "della Cinquantina"), in via Francesco Domenico Guerrazzi, presso la frazione di San Pietro in Palazzi.

## Storia e descrizione
Nato nel 1980 per raccogliere il frutto degli scavi nel territorio e alcune donazioni, ebbe la sua sede attuale nel 2003.
I reperti, databili dal paleolitico inferiore alla tarda antichità, testimoniano le civiltà etrusca e romana nella Bassa Val di Cecina, con un criterio espositivo cronologico e topografico e comprendente anche l'archeologia marina. Tra i migliori pezzi, il cinerario di Montescudaio (VIII-VII secolo a.C.) e l'intero corredo della tomba A della necropoli di Casa Nocera presso Casale Marittimo, in cui era stato sepolto un principe-guerriero con tutte le insegne del suo potere. 
Nel giardino è stato inoltre trasportata la tomba etrusca a tholos di Casaglia, scoperta nel 1932 e già nella prima sede del museo archeologico.